# Райманово (Туймазинский район)
Райманово (баш. Райман) — село в Туймазинском районе Республики Башкортостан Российской Федерации. Входит в состав Тюменяковского сельсовета.

## География

### Географическое положение
Расстояние до:
- районного центра (Туймазы): 2 км,
- центра сельсовета (Тюменяк): 13 км,
- ближайшей ж/д станции (Туймазы): 2 км.

## История
Село Райманово было основано башкирами Кыр-Еланской волости Казанской дороги на собственных вотчинных землях.
В «Списке населенных мест по сведениям 1870 года», изданном в 1877 году, населённый пункт упомянут как деревня Раймонова 3-го стана Белебеевского уезда Уфимской губернии. Располагалась при речке Усени, по правую сторону Казанского почтового тракта из Уфы, в 70 верстах от уездного города Белебея и в 25 верстах от становой квартиры в селе Шаран (Архангельский Завод). В деревне, в 75 дворах жили 568 человек (269 мужчин и 299 женщин, башкиры, татары), были мечеть, водяная мельница, 20 лавок, базары по средам. Жители занимались торговлей.

## Население
| 2002 | 2009 | 2010 |
| ---- | ---- | ---- |
| 817  | ↗949 | ↗970 |

Национальный состав
Согласно переписи 2002 года, преобладающие национальности —  башкиры (58 %), татары (29 %).

## Религия
В селе есть мечеть.